# Чермелей
Чермелей, или Чермилей, — река в России, протекает в Республике Мордовия (Большеберезниковский муниципальный район). Левый приток Суры.

## География
Река берет своё начало в Чамзинском районе Мордовии, на границе с Большеберезниковским районом. Затем по практически безлесной местности течёт на юго-восток. Глубина на участке колеблется от 0,3 до 1,3 м (на ямах до 1,8 м), скорость течения 0,5—0,6 м/с. Высшая водная растительность практически не выражена. Местность безлесная, берега покрыты ивой, отдельно стоящими деревьями ольхи и могут быть как обрывистые, так и пологие. У села Симкино Большеберезниковского района при входе в пойменные присурские леса река меняет своё направление на юго-западное. Приближаясь к Суре, Чермилей меняет своё направление на западное и течет параллельно Суре, проходя через ряд озёр старичного типа (Широкое, Долгое, Жёлтое и Затон). Последнее озеро — Затон — соединяется с Сурой небольшой (длина 50 м) протокой, имеющей расширение, небольшой залив в устье. Площадь озёр невелика, самое большое — Широкое имеет площадь около 1 га. Глубина озёр также небольшая, до 3 м. Длина реки составляет 38 км, площадь водосборного бассейна — 192 км². Между озёрами имеется протока (у местных жителей называемая «Параватка»), которая на разных участках имеет речные черты. В таких местах глубина до 0,8—1,2 м (среднем 1 м, на некоторых ямах может достигать до 2,5 м), скорость течения 0,3—0,4 м/с. Высшая водная растительность в протоке представлена рдестами, кувшинками, кубышками и т. п. Берега полностью покрыты лесом, состоящим из липы, ольхи, дуба, осины и т. п. Вся цепь озёр заливается при высоком половодье.

## Данные водного реестра
По данным государственного водного реестра России относится к Верхневолжскому бассейновому округу, водохозяйственный участок реки — Сура от Сурского гидроузла и до устья реки Алатырь, речной подбассейн реки — Сура. Речной бассейн реки — (Верхняя) Волга до Куйбышевского водохранилища (без бассейна Оки).
Код объекта в государственном водном реестре — 08010500312110000036869.